# 康塞特
康塞特（Consett）是英格蘭達勒姆郡的一個城鎮，位於泰恩河畔新堡西南約14英里（23）。2001年，有人口27,394人。

## 知名人物
- 罗温·阿特金森，喜剧演员